# 打上花火 (曲)
「打上花火」（うちあげはなび）は、日本のシンガー・DAOKOの楽曲。米津玄師が手掛けたこの曲は、2017年8月16日にトイズファクトリーより、「DAOKO×米津玄師」名義で発売された。楽曲は新房昭之監督のアニメ映画『打ち上げ花火、下から見るか? 横から見るか?』の主題歌に起用された。
この楽曲は複数の音楽批評家から肯定的な評価を与えられた。ある批評家は同じくアニメーション映画『君の名は。』の主題歌に起用された「前前前世」に次ぐアンセムと評価した。また、Billboard Japan Hot 100総合シングルチャート及びHot Animationでは首位を獲得し楽曲は商業的にも成功を収めた。特にHot Animationでは連続首位記録を塗り替え、年間チャートも2年連続で制した。日本レコード協会によるゴールドディスク認定では、音楽配信でゴールド認定を受けている。
付随するミュージックビデオは、映画のオリジナルシーンを多数使用したフルサイズのアニメーション版と、打ち上げ花火や彩り豊かな夏の風景が、歌うDAOKOに投影されている実写によるショートバージョンの2種類存在する。

## 背景とリリース
配信限定で発売された「拝啓グッバイさようなら」から4ヶ月、CD音源としては前作「もしも僕らがGAMEの主役で/ダイスキ with TeddyLoid/BANG!」以来約11ヶ月ぶりのシングル。初回限定盤と通常盤の2形態で発売された。前作、前々作は3形態発売だったため、2形態は初となった。初回限定盤はジャケットが描き下ろしイラストとなっており、【DAOKO 2016 ”青色主義” TOUR】から9月22日の赤坂BLITZ公演のライブ映像が収録されたDVDが付属された。なお、通常盤には、初回限定盤には収録されていない「Cinderella step」が収録されている。

## 批評家の反応
「打上花火」は、複数の音楽批評家から肯定的評価を与えられた。洋楽・邦楽ポータルサイト『Skream!』の諏佐美友は、「切ないピアノの旋律と、ブレスの効いたきれいなウィスパー・ヴォイスで、夏の夜に咲く打上花火の美しく儚い様子が表現されている。」とコメントした。
総合カルチャーサイト『Real Sound』の森朋之は、この曲は間違いなく、DAOKOにとって大きなターニングポイントになるだろうと宣言。音楽的には「美しく、繊細なピアノのフレーズから始まるこの曲は、クラシカルなストリングスと先鋭的なエレクトロが混ざり合うトラックのなかで、DAOKOと米津が＜はっと息を飲めば／消えちゃいそうな光が／きっとまだ　胸に住んでいた＞と声を合わせるミディアムバラード」だとコメント。映画のストーリーとしっかりと重なった歌詞、普遍的な魅力を備えたメロディ、斬新な手触りのサウンドメイクが絶妙なバランスで共存するこの曲は、2016年の「前前前世」（RADWIMPS）に続き、2017年を象徴する楽曲になる可能性をたっぷり秘めていると森は断言した。ROCKIN'ON JAPANのウェブサイト「RO69」の兵庫慎司も「前前前世」に続くアンセムと評価し、「特にサビの普遍的な名曲っぷりがヤバい。」とコメントした。
RO69の古河晋は、幻想的なDAOKOの歌声と心の奥に秘めたザラつきをいつになく剥き出した米津の声のコントラストは、映画の主人公の同じ思春期にいながらの成熟度のズレとリンクしているとも感じたとコメント。メロディやサウンドに関しても、気だるさと焦燥感の狭間で命が燃えているような、まさに打上花火のような時間感覚が見事に表現されていると評価した。

## チャート成績
Billboard Japan Hot 100総合シングルチャートでは、2017年8月21日付けのチャートで3位で初登場。翌週8月28日付けで、前週に引き続きダウンロード、ストリーミング、動画再生で1位、ラジオ2位、シングルセールス11位のポイントが後押しとなって2位に上昇。特に動画再生では480万回超をマークし、長らく首位を守っていたTWICE「TT」に200万回の大差をつけて1位になった。9月4日付けで、前週に引き続きダウンロード、ストリーミング、動画再生数で1位となり、総合首位を獲得した。特に動画再生回数では、日本国内において週間約747.4万回を記録し、2位のTWICE「TT」の約246.7万回にトリプル・スコアの大差をつけた。その後もロングヒットを続け、ラジオ以外の他指標では概ね横ばいの高ポイントをバランス良く獲得し、10月2日付けで首位に返り咲いた。
Billboard JapanのアニメソングチャートJapan Hot Animationでは、2017年8月21日付けで初登場首位を獲得。Twitterとダウンロードの2指標で圧倒的な高ポイントを獲得した。Billboard Japanは、映画公開後のリスナーの獲得と、次週以降加算されるセールス・ポイントが伸びれば楽曲の勢いが加速する可能性も十分考えられると指摘した。CDセールス・ポイントが加わった8月28日付けでも首位を獲得。先週から総合ポイントを3倍伸ばしラジオの再生回数、ダウンロード、動画の再生回数、Twitter、ストリーミングの5指標で首位を獲得し、デジタル領域での強さを見せた。また、セールスは4位、ルックアップは3位とフィジカル領域でも上位につけた。その後、10月8日付けまで8週連続で首位を記録。これにより、2016年に大ヒットを記録したRADWIMPS「前前前世」の同チャート連続首位記録に並んだ。翌週以降も連続首位記録を更新し続け、12週目にAqours「未来の僕らは知ってるよ」に抜かれるまで11週連続で首位を獲得した。その後、米津がアルバム『BOOTLEG』を発売したことやDAOKOが同年12月にアルバムを発売することを発表したことから楽曲への注目度が再び高まってダウンロードポイントを伸ばし、11月13日付で首位に返り咲いた。
Billboard Japanが、2017年10月9日付けより公表を開始したストリーミングチャートStreaming Songsで1位、ダウンロードチャートDownload Songsで3位を記録。
オリコンチャートでは、2017年8月28日付けで初登場及び最高9位を記録した。

## 収録曲
1. 打上花火/DAOKO×米津玄師 [4:49]
  - 作詞・作曲 : 米津玄師 / 編曲 : 米津玄師、田中隼人

「DAOKO×米津玄師」名義によるコラボレーション楽曲で[19]、新房昭之監督のアニメ映画『打ち上げ花火、下から見るか? 横から見るか?』の主題歌に起用された。ミュージックビデオは2種類で、同映画のオリジナルシーンを多数使用したフルサイズのアニメーション版（2017年8月9日公開、依田伸隆監督[20]）と、打ち上げ花火や彩り豊かな夏の風景が、歌うDAOKOに投影されている実写のショートバージョン（2017年8月16日公開[21]、佐伯雄一郎監督[22]）がある。前者は日本国内の動画ランキング「国内年間トップトレンド2017」音楽部門で単独1位を獲得した[23]。2022年3月現在、再生回数は4億8千万回を記録しており、日本国内のMV再生回数では「Lemon」に続いて歴代2位を樹立している。後に米津が『BOOTLEG』の収録曲でセルフカバーしている。
2. Forever Friends [4:08]
  - 作詞・作曲 : REMEDIOS / 編曲 : 神前暁

『原作ドラマ』で使用された主題歌のカバー曲。表題曲が主題歌になっている同映画の挿入歌に起用された。ミュージックビデオは、原作ドラマを担当した岩井俊二が監督を務めており、当時のドラマの撮影場所である千葉県飯岡で撮影が行われた[24]。
3. Cinderella step [4:02]
  - 作詞・作曲 : DAOKO / 編曲 : 江島啓一 (サカナクション)

通常盤のみ収録。

## 初回限定盤DVD内容
1. INTRO
2. JK
3. 高い壁には幾千のドア
4. かけてあげる
5. ミュージック
6. ぼく
7. FASHION
8. 水星
9. きみ
10. BOY
11. Fog
12. Interlude
13. ダイスキ with TeddyLoid
14. さみしいかみさま
15. ME!ME!ME! feat. daoko_pt1
16. ShibuyaK
17. もしも僕らがGAMEの主役で
18. BANG! (EN)
19. OUTRO

## スタッフ
打上花火
- エグゼクティブプロデューサー：川村元気
- プロデュース：米津玄師
- 作詞＆作曲：米津玄師
- 編曲：米津玄師＆田中準人
- サウンドプロデュース：浦本雅史(Soi.Co.Ltd)
- レコーディング＆ミックス：浦本雅史(Soi.Co.Ltd)
- マスタリング： Ted Jensen(Stering Sound)
- ボーカル： DAOKO、米津玄師
- ギター：真壁陽平
- ドラム：堀正輝 (ARDBECK)
- ピアノ：横山裕章
- Strings ：室屋光一郎ストリングス

Forever Friends
- 神前暁：Piano, Programming
- 伊丹雅博：Guitar
- 渡辺等：Bass
- 西條貴人、熊井優：Horn
- 今野均ストリングス：Strings

## 音楽ゲームへの収録
- コナミアミューズメントのアーケードゲーム「jubeat」[25] festoおよび 「ノスタルジア」[26] fORTEからOp.3まで本楽曲が収録されていた。